# Radio Kaos
Radio Kaos es una banda de rock formada en Los Ángeles, EE. UU. en 1992 por los hermanos Claudio y David Pérez Quezada, que provenían de Chile, junto a Julián Salas de Los Ángeles (Bajo), Ronnie Buder de Argentina (Baterista) y Tito Sánchez (Iván Sanx) de México (Guitarra).

## Historia
El origen de su nombre proviene del primer álbum en solitario de Roger Waters, quien fuera bajista, vocalista y compositor de Pink Floyd, Radio K.A.O.S.
Obtuvieron popularidad en México luego de la publicación de su primer álbum Botas Negras bajo el sello discográfico EMI Capitol en 1995, del cual destaca el sencillo más recordado de la banda: Botas negras, en 1998 publicaron el álbum homónimo, en 2003 se publicó Out in the Blue y en 2013 publicaron un disco en vivo titulado Live Session at Undying Recording Studios, en el cual interpretan en vivo temas de los discos grabados anteriormente, los cuales no tuvieron la misma difusión que su primer disco ya que estos últimos tres fueron promocionados de manera independiente.
En 2014, David Pérez Quezada, ahora líder y voz de Radio Kaos, graba un álbum con una nueva alineación, titulado Todo o Nada que incluye 12 temas originales en español e inglés, mismo que presentaron en el Lunario del Auditorio Nacional de la CDMX en julio del 2016.

## Discografía

### Álbumes de estudio
- 1995: Botas negras - (EMI)
- 1998: Radio Kaos - (RK Records)
- 2003: Out in the Blue - (RK Records)
- 2016 Todo o Nada - (RK Records)

### Álbumes en directo
- 2013: Live Session at Undying Recording Studios - (RK Records)

### Integrantes
- David Pérez - Voz y guitarra
- Daniel Carranza - Guitarra
- Yahir Vega - Bajo
- Levith Vega - Batería